# Taipaleenalanen
Taipaleenalanen eller Taipaleenalasenjärvi är en sjö i Finland. Den ligger i kommunen Kuusamo i landskapet Norra Österbotten, i den nordöstra delen av landet, 700 km norr om huvudstaden Helsingfors. Taipaleenalanen ligger 266,9 meter över havet. Den är 1,5 meter djup. Arean är 86,6 hektar och strandlinjen är 4,79 kilometer lång. Sjön  ingår i Ijo älvs huvudavrinningsområde. 